# Mattias Andersson
Mattias Andersson (Husie, 29 de marzo de 1978) es un exjugador de balonmano sueco que jugó de portero. Su último equipo fue el SG Flensburg-Handewitt de la Bundesliga. Fue un componente de la Selección de balonmano de Suecia, con la que ganó la medalla de oro en el Campeonato Europeo de Balonmano Masculino de 2000 y las medallas de plata en los Juegos Olímpicos de Sídney  2000 y en los Juegos Olímpicos de Londres de 2012.
Con el FC Barcelona ganó la Copa ASOBAL y la Supercopa de España de balonmano, mientras que con el SG Flensburg-Handewitt ganó la Champions en el año 2014.

## Palmarés

### Barcelona
- Copa Asobal (1): 2000
- Supercopa de España de Balonmano (1): 2001

### THW Kiel
- Liga de Alemania de balonmano (5): 2002, 2005, 2006, 2007, 2008
- Liga de Campeones de la EHF (1): 2007
- Copa de Alemania de balonmano (2): 2007, 2008
- Supercopa de Alemania de balonmano (2): 2005, 2007
- Copa EHF (2): 2002, 2004

### Flensburg
- Liga de Campeones de la EHF (1): 2014
- Recopa de Europa de Balonmano (1): 2012
- Copa de Alemania de balonmano (1): 2015
- Liga de Alemania de balonmano (1): 2018

## Clubes
- HK Drott (1999-2001)
- FC Barcelona (2001)
- THW Kiel (2001-2008)
- TV Groswallstadt (2008-2011)
- SG Flensburg-Handewitt (2011-2018)